# Viburnum junghuhnii
Viburnum junghuhnii är en desmeknoppsväxtart som beskrevs av Friedrich Anton Wilhelm Miquel. Viburnum junghuhnii ingår i släktet olvonsläktet, och familjen desmeknoppsväxter. Inga underarter finns listade i Catalogue of Life.